# Christoph Gann
Christoph Gann (* 1970 in Frankfurt am Main) ist ein deutscher Jurist und Sachbuchautor. Er forscht, publiziert und er kuratiert Ausstellungen zur Geschichte der Juden in Thüringen und des Holocaust. Bekannt wurde er als Biograf von Raoul Wallenberg.

## Leben und Wirken
Christoph Gann studierte Rechtswissenschaften in Frankfurt am Main und Mainz; er schloss sein Studium mit dem Zweiten Staatsexamen in Koblenz ab. Von 2004 bis 2007 war er wissenschaftlicher Mitarbeiter am Bundesverfassungsgericht bei Hans-Joachim Jentsch und Herbert Landau. Christoph Gann ist seitdem Richter am Landgericht Meiningen. Er ist Vorsitzender des Vorstands der 2015 errichteten B.M. Strupp-Stiftung. Seit seiner Studienzeit forscht er über das Leben von Raoul Wallenberg.
1999 veröffentlichte er die Biografie Raoul Wallenberg. So viele Menschen retten wie möglich. Darin folgt er den Spuren des schwedischen Diplomaten Wallenberg, der im Januar 1945 spurlos in Moskau verschwand, nachdem er zwischen Juli 1944 und Januar 1945 Zehntausende Budapester Juden vor der sicheren Vernichtung durch die Nationalsozialisten und ihre ungarischen Helfershelfer bewahrt hatte. Gann hat dafür die bisher bekannten Quellen und Darstellungen kritisch gesichtet sowie neue Quellen erschlossen und ausgewertet, um das Wirken Wallenbergs so lückenlos wie möglich zu dokumentieren. Im ersten Teil seines Buches, in dem sich Christoph Gann an die Fersen Wallenbergs in Budapest heftet, könne er zeigen, dass an der Enthüllung, Wallenberg sei ein amerikanischer Spion gewesen, nichts war, schrieb Jasper von Altenbockum in der FAZ. Es gehe ihm nicht um ein Denkmal für Raoul Wallenberg, so Gann, es gehe um die Wahrheit. Der Rezensent von Die Zeit, Hans-Martin Lohmann, würdigte das Werk mit den Worten:

„Wie nur wenige verkörperte Raoul Wallenberg eine menschliche Hoffnung im düsteren 20. Jahrhundert. Es ist das Verdienst von Christoph Gann, wenn diese Hoffnung auch im 21. Jahrhundert fortlebt.“

2012, anlässlich des 100. Geburtstags von Wallenberg, hielt Christoph Gann auf der internationalen wissenschaftlichen Konferenz der Diplomatischen Akademie Wien Auf den Spuren Wallenbergs einen Vortrag zum Thema Die Spuren Wallenbergs in der Sowjetunion.
1994 hatte Gann bereits eine Wanderausstellung zu Leben und Wirken Raoul Wallenbergs unter dem Titel Lichter in der Finsternis. Raoul Wallenberg und die Rettung der Budapester Juden 1944/45 organisiert, die in zahlreichen deutschen Städten sowie in Österreich und Ungarn gezeigt wurde, zuletzt im April/Juni 2013 in Sinsheim. Eine weitere Ausstellung kuratierte er 2008 unter dem Titel Meiningers Stiefkinder. Geschichte der Meininger Juden, die einen Bogen spannt von der ersten belegten Niederlassung von Juden in Meiningen im 13. Jahrhundert bis zur Auslöschung der jüdischen Gemeinde durch die Nationalsozialisten. Darin wird unter anderem das Leben von Moses Sachs (1800–1870) dokumentiert, der als erster jüdischer Einwanderer nach Palästina gilt. 2010/2011 folgte die Ausstellung Musik. Sie heilt die Wunden, die sich mit dem in der NS-Zeit verfemten Komponisten Günter Raphael beschäftigt. Gann präsentierte viele bisher unveröffentlichte Dokumente und Fotos und vermittelte damit neue Erkenntnisse für die Raphael-Forschung. Die Ausstellung wurde unter anderem in Meiningen und Saalfeld gezeigt.  Zu dem Komplex Geschichte der Meininger Juden gehört auch die Ausstellung „Wenn ihr hier ankommt…“ – Schicksal einer jüdischen Familie zwischen Kindertransport und gescheiterter Emigration, zu der Gann 2013 einen Begleitband vorlegte. Gann hat zusammen mit Ines Ulbrich (Gestaltung) die Dauerausstellung im B.M. Strupp Lern- und Gedenkort – Jüdische Geschichte und Antisemitismus erstellt, die im Oktober 2021 eröffnet wurde. Diese widmet sich u. a. der Familiengeschichte Strupp sowie jüdischen Persönlichkeiten wie z. B. Moses Sachs, Ludwig Chronegk, Eduard Rosenthal und Werner Sander. Die NS-Zeit wird anhand des Schicksals von Eva Mosbacher und ihren Eltern dargestellt, deren Tochter Eva Mosbacher im Mai 1939 mit einem Kindertransport nach England gelangte; gewürdigt wird die Christin Käthe Hauschild, die von Yad Vashem als Gerechte unter den Völkern geehrt wurde.
Aufgrund der Auswertung des Briefwechsels von Max Reger mit Herzog Georg II. von Sachsen-Meiningen sowie Fritz Stein und Karl Straube kam Gann im März 2023 zum Ergebnis, dass der Komponist Max Reger als Antisemit einzuordnen sei. Der Umgang der Reger-Forschung mit Regers antisemitischen Äußerungen sei erstaunlich und verharmlosend.

## Veröffentlichungen
- Lichter in der Finsternis. Raoul Wallenberg und die Rettung der Budapester Juden 1944/45. Begleitheft zur gleichnamigen Ausstellung, Frankfurt am Main 1994, dritte überarbeitete Auflage 1999.
- Raoul Wallenberg. So viele Menschen retten wie möglich, C.H. Beck, München 1999, zweite Auflage dtv, München 2002.
- Raoul Wallenberg in Budapest, in: András Masát, Márton Méhes, Wolfgang Rackebrandt (Hrsg.): Raoul Wallenberg – Mensch in der Unmenschlichkeit. Ergebnisse der internationalen Forschung, Edition Kirchhof & Franke, Berlin 2002, S. 19–33
- Juristische Aufarbeitung der Pogromnacht vom 9. November 1938 in Meiningen nach 1945, Erfurt 2011
- „12 Jahre, Jude, 10.5.39 abgemeldet nach England“. Das Schicksal Eva Mosbachers und ihrer Eltern, Erfurt 2013
- Hinweise, „Zeugen“, Widersprüchliches – Eine Chronik der Spurensuche. In: Stefan Karner (Hrsg.): Auf den Spuren Wallenbergs. StudienVerlag Innsbruck/Wien/Bozen 2015.
- Der genädige Herzog? Georg II., sein Begnadigungsrecht bei Todesurteilen und andere Fragen auf dem Gebiet von Recht und Gerechtigkeit. In: Maren Goltz, Werner Greiling, Johannes Mötsch (Hrsg.): Herzog Georg II. von Sachsen-Meiningen (1826–1914). Kultur als Behauptungsstrategie? Köln/Weimar/Wien 2015, S. 131–150.
- „Wenn ihr hier ankommt ...“ Eva Mosbacher – ein jüdisches Mädchen und der Kindertransport nach England. Illustrationen von Dietrich Ziebart, Leipzig 2020.
- „Nicht mal EMIGRANT war er! Pfui, Teufel! Und dann nur Halb- u. nicht mal gesessen.“ Der Komponist Günter Raphael in der NS-Zeit. In: Helen Geyer, Maria Stolarzewicz (Hrsg.): Verfolgte Musiker im nationalsozialistischen Thüringen. Eine Spurensuche. Böhlau Verlag, Wien u. a. 2020, S. 109–163.

Artikel
- Raoul Wallenberg als Opernheld, in: Freiburger Rundbrief. Neue Folge, Nr. 3/2008,173–176.
- Raoul Wallenberg. Der verratene Retter, in: Jüdische Allgemeine, 2. August 2012. Online
- Moses Sachs – ein jüdischer Pionier aus Dreißigacker (1. Teil), in: Hennebergisch-Fränkischer Geschichtsverein (Hrsg.): Jahrbuch 2012, Kloster Veßra/Meiningen/Münnerstadt 2012, S. 121–142.
- Moses Sachs – ein jüdischer Pionier aus Dreißigacker (2. Teil), in: Hennebergisch-Fränkischer Geschichtsverein (Hrsg.): Jahrbuch 2013, Kloster Veßra/Meiningen/Münnerstadt 2013, S. 151–175.
- Fritz Bernstein – Zionist, Antisemitismusforscher und Staatsgründer aus Meiningen, in: Hennebergisch-Fränkischer Geschichtsverein (Hrsg.): Jahrbuch 2016, Kloster Veßra/Meiningen/Münnerstadt 2016, S. 265–292.
- Meiningen als Ausgangspunkt der antijüdischen Krawalle von 1819 („Hep-Hep-Krawalle“), in: Hennebergisch-Fränkischer Geschichtsverein (Hrsg.): Jahrbuch 2017, Kloster Veßra/Meiningen/Münnerstadt 2017, S. 253–284.
- „Judenbengel“ und „zersetzender semitischer Geist“ War Max Reger ein Antisemit?, in: Heimatklänge Nr. 4, Regionalgeschichtliche Beilage im Meininger Tageblatt, 27. März 2023.